# صنایع الکترونیک ایران
صنایع الکترونیک ایران (به اختصار: صاایران) شرکت دولتی صنایع الکترونیک، اپتیک، تجهیزات مخابراتی و تجهیزات پزشکی ایرانی وابسته به وزارت دفاع و پشتیبانی نیروهای مسلح است که در سال ۱۳۵۱ توسط دکتر ابوالفتح اردلان در شیراز تأسیس شد.
اغلب تولیدات الکتریکی، اپتیکی و مخابراتی صنایع نظامی مانند ساخت رادارها، قطعات الکترونیکی پهپاد، قطعات الکتریکی و الکترونیکی خودرو، تجهیزات پزشکی یا ماهواره امید مرتبط به این شرکت بوده‌است. صاایران دارای ۶ زیرمجموعه است که شرکت‌های صنایع الکترونیک شیراز (صاشیراز)، صنایع قطعات الکترونیک ایران (صقا)، صنایع اپتیک اصفهان (صاپا)، انستیتو صاایران (ایزایران)، و صنایع مخابرات ایران (صما) از آن جمله‌اند. هم‌اکنون دریادار امیر رستگاری مدیرعاملی صاایران را برعهده دارد.

## تاریخچه
در سال ۱۳۵۱ که کارهای الکترونیک در ارتش زیاد شده بود ولی مدیریت یکپارچه‌ای نداشت. ابوالفتح اردلان که مهندس الکترونیک و معاون طرح نیروی دریایی شاهنشاهی بود طرحی به شاه ارائه می‌کند مبنی بر تشکیل یک شرکت صنایع الکترونیک ایرانی که مورد قبول شاه قرار می‌گیرد و اردلان به‌عنوان مدیر عامل شرکت مستقر می‌شود. مهم‌ترین هدف شرکت تولید محصولات کاملاً بومی با طراحی داخلی مطابق با نیازهای کشور بود.
به این ترتیب شرکت صنایع الکترونیک ایران در سال ۱۳۵۱ با ایده دکتر ابوالفتح اردلان از مهندسین نیروی دریایی با تأیید شخص محمد رضا شاه و سرمایه‌گذاری اولیه دولت ایران ایجاد شد. این شرکت اولین مؤسسه‌ای بود که اقدام به استخدام متخصصین از همه ملیت‌ها از بهترین دانشگاه‌های دنیا می‌کرد و حقوق‌هایی در حد شرکت‌های معتبر دنیا به آنها پرداخت می‌کرد. با این روش شرکت نه تنها متخصصین ایرانی مقیم خارج بلکه متخصصین خارجی را نیز جذب می‌کرد و برای اولین بار بود که کشور ایران محل جذب متخصصین جهانی شده بود.
هدف اردلان ایجاد یک شرکت در سطح بهترین شرکت‌های دنیا بود که محصولاتی با طراحی بومی تولید کند و بتواند با شرکت‌هایی مثل هیوز -موتورولا -هیولت پاکارد و وستینگهاوس رقابت کند. برای همین از دانشگاه‌های معتبر دنیا بازدید می‌کرد و دانشجویان را به شرکت خود جذب می‌کرد و با حقوق‌های رقابتی به ایران میاورد.
ترمینال‌های هوشمندی که صاایران در دهه هفتاد میلادی تولید می‌کرد دارای پردازنده داخلی بودند و پس از چند سال در اوایل دهه ۱۹۸۰ همین نسل از ترمینال‌ها تبدیل به اولین رایانه‌های شخصی شدند و روانه بازار گردیدند.
در سال ۱۳۵۷ این شرکت ۳ هزار کارمند داشت که شامل ۸۵۶ نفر پرسنل بالای لیسانس و ۴۵۰ نفر تحصیلکرده خارج از کشور از ملیت‌های گوناگون بود.

## قبل از انقلاب

### خدمات
از اولین کارهای خدماتی این شرکت در قبل از انقلاب:
1. نصب سیستمهای مخابراتی برای وزارت راه
2. نصب سیستمهای مخابراتی برای شرکت نفت
3. تعمیرات سیستمهای الکترونیک ارتش
4. آموزش پرسنل ارتش پاکستان در زمینه تعمیرات الکترونیک
5. مشاوره فنی به ارتش در سفارش خرید محصولات الکترونیکی و مخابراتی
6. تعمیر و نگهداری کامپیوترهای نیروی هوایی و بانک‌ها و ادارات از طریق شرکت ایز ایران

### محصولات
از اولین محصولات شرکت در دهه ۱۳۵۰ می‌توان به موارد ذیل اشاره کرد:
1. بیسیم دستی (طراحی و ساخت داخل کشور)
2. بیسیم خودرویی (طراحی و ساخت داخل کشور)
3. بیسیم رمزدار (طراحی و ساخت داخل کشور)
4. مشارکت با شرکت سی بی سی آمریکا در تولید ترمینال کامپیوتر که در ایران کاربرد داشت و به آمریکا هم صادر می‌شد.
5. کار بر روی لیزر
6. تولید دوربینهای دید در شب
7. تولید موشک انداز و موشکهای ضدتانک تاو
8. خط تولید ترانزیستور
9. خط تولید آی سی‌های لاجیک
10. مولتی متر دیجیتال دستی صاایران
11. مولتی متر رومیزی صاایران
12. اسیلوسکوپ صاایران
13. ساعت دیجیتال صاایران
14. منبع تغذیه رومیزی صاایران
15. ساخت پانلهای تست الکترونیک شامل اسیلوسکوپ - سیگنال ژنراتور-مولتی متر-منبع تغذیه و میز کشویی برای ارتش[۲]

## پس از انقلاب
صاایران در سال‌های اخیر در شیراز تولید تلفن همراه داشت، اما آن را متوقف کرد زیرا بازدهی اقتصادی نداشته و واردات آن به صرفه‌تر بوده‌است.
در سال‌های پیش نیز تلفن‌های همراهی تولید یا مونتاژ می‌کرد که اکنون این امر هم متوقف شده‌است. هم‌اکنون فعالیت‌های این شرکت در حوزه سامانه‌های مخابراتی است و فعالیت‌هایی نیز در حوزه ماهواره دارد. شرکت صنایع الکترواپتیک صا ایران یکی از زیرمجموعه‌های این شرکت می‌باشد که در شمال اصفهان واقع شده‌است. مدیرعامل این شرکت سرتیپ شاهرخ شهرام می‌باشد. در سال ۲۰۰۵ شمار کارکنان این شرکت به ۱۶۰۰ نفر می‌رسید.
شرکت صنایع الکترونیک در سال ۱۳۹۸ برای دهمین بار صادرکننده نمونه ایران شد و برای دومین بار به عنوان صادرکننده ممتاز کشور مورد تقدیر قرار گرفت. در مراسمی که به مناسبت بیست و دومین سالروز صادرات در مرکز همایش‌های صدا و سیما برگزار شد به گزارش تسنیم به نقل از روابط عمومی وزارت دفاع با گرفتن لوح از رئیس‌جمهور و تندیس از اسحاق جهانگیری به عنوان صادرکننده ممتاز و نمونه برگزیده و تقدیر شد.
در پی تحریم‌های آمریکا شرکت‌های خودروسازی ایران در تهیه قطعه‌ای الکترونیکی که از خارج وارد می‌کردند، با مشکل مواجه بودند تا جایی که چندین هزار خودروی تولیدی ایران به خاطر نبود یک قطعه الکترونیکی موسوم به ECU امکان تحویل به مشتریان را نداشتند و در انبارهای خودروسازان مانده بود. در سال ۱۳۹۸ صنایع دفاع از تولید برخی قطعات الکترونیکی که خودروسازان وابسته به واردات آن بودند در کارخانه‌جات زیر مجموعه خود با محوریت صاایران خبر داد. به گزارش خبرگزاری تسنیم: «ازجمله مهم‌ترین این قطعات، همان ECU است که با محوریت شرکت صنایع الکترونیک ایران (صاایران) ساخته می‌شود. به گفته وزیر دفاع تاکنون ده‌ها هزار ECU تولید و در اختیار شرکت‌های خودروساز قرار گرفته‌است.»
در سال ۱۳۹۸ شرکت صنایع الکترونیک ایران، صاایران در فهرست تحریم‌های کنگره ایالات متحده آمریکا قرار گرفت.
شایان ذکر است که به تازگی این شرکت اولین تلفن همراه خود را با همکاری ایرانسل عرضه کرده‌است. این گوش ویراV5 وقیمتی حدود ۳ میلیون تومان در فروشگاه ایرانسل موجود شده‌است. این محصول کیفیت کاملاً متوسطی داشته و در سطح پایین قرار دارد و طرح‌های تشویقی مانند سیم‌کارت دائمی ایرانسل و اینترنت رایگان برای فروش این گوشی در نظر گرفته شده‌است.
صاایران با صادرات حدود ۱۲ میلیون دلار سقوط زیادی را در صادرات داشته‌است حتی با وجود غرفه‌هایی در ترکیه و آذربایجان و روسیه

## شرکت‌های تابعه
- شرکت صنعت اپتیک اصفهان صاپا IOI SAPA Isfahan Optics Industries Corporation[۷][۸]
- صنایع مخابرات ایران صما تهران Iran Communications Industries Co - برج‌های بی تی اس مخابرات را درست می‌کند.[۹]
- شرکت صنایع قطعات الکترونیک ایران.[۱۰]

## تولیدها

### محصولات
- مودم بومی[۱۱]
- برد الکترونیک[۱۲]
- سیستم بازرسی بازرسی کانتینر[۷]
- عینک‌های آفتابی نانویی و دوربین‌های دید در شب جاده‌ای[۱۳]
- BOT,[۱۴] دریافت خودکار کرایه AFC سیستم ترانزیت عمومی درون شهر - سیستم مکان‌یاب اتومبیل AVL شرکت واحد اتوبوسرانی اصفهان[۱۵]
- سیستم‌های کنترل مرز[۱۶]
- ای‌سی‌یو
- سیستم هشداردهنده[۱۷]

### سلاح
- دفاع وهوافضا: اویونیک و ارتباط امن - سامانه ناوبری- پروژه ساخت ماهواره سینا ۱[۱۸][۱۹]

#### موبایل
- ویرا[۲۰]
- Sagem RC 730[۲۱]
- Ulefone Power6[۲۲]

## آزمایشگاه تحقیقات و ساخت
- پژوهشکده الکترواپتیک و لیزر اصفهان - فوتونیک، اپترونیک[۲۳]